# Bahnhof Emsdetten
Der Bahnhof Emsdetten ist ein Nahverkehrshalt an der am 23. Juni 1856 eröffneten Bahnstrecke Münster–Rheine in Emsdetten. Er wird von National Express, der Eurobahn sowie der Westfalenbahn bedient.

## Anlagen und Gebäude

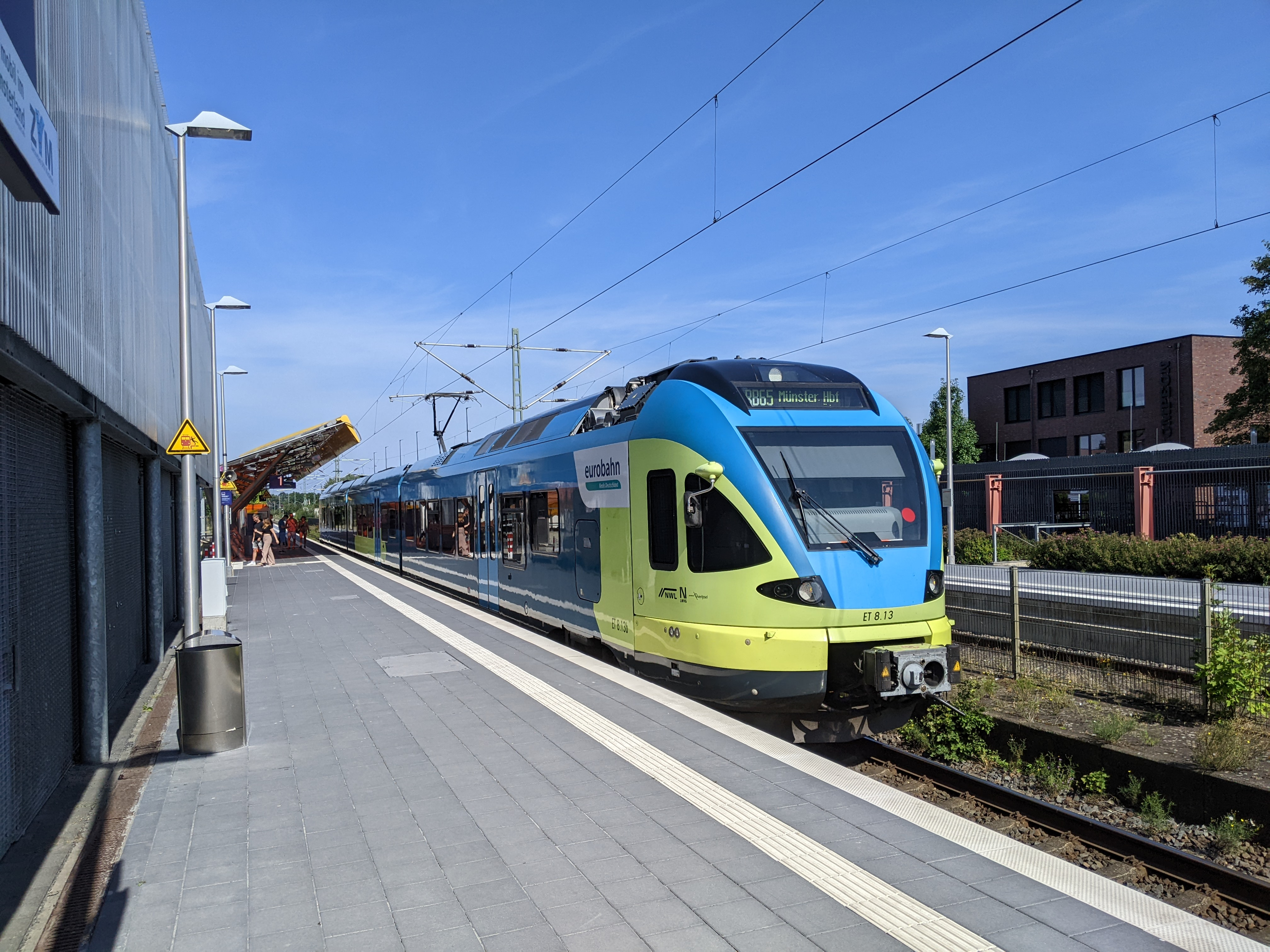
Regionalbahn 65 der Eurobahn

Das zweistöckige Empfangsgebäude nahe dem Stadtzentrum wurde zwischen 1853 und 1855 als Backsteinbau mit regionaltypisch unverputzter Fassade errichtet. Nach mehreren Umbauten und Erweiterungen änderte sich 1976 das äußere Erscheinungsbild grundlegend, als die Klinkerfassade verputzt und vereinfacht wurde. Nach langjähriger Vernachlässigung erfuhr der Bahnhof im Oktober 2003 eine bauliche Aufwertung, als der Omnibusbahnhof auf dem Vorplatz neu gestaltet und überdacht wurde. Von 2005 bis Dezember 2006 wurde das Bahnhofsgebäude mit einem Aufwand von 11,6 Millionen Euro für das Gesamtprojekt entkernt, saniert und durch verglaste Anbauten ergänzt (Architekten: Recker, Emsdetten). Gleichzeitig entstand ein zweigeschossiges Fahrradabstellgebäude für rund 1000 Fahrräder. Anschließend wurde der schienengleiche Zugang zum damaligen Mittelbahnsteig durch eine Fußgängerunterführung ersetzt. Bis dahin war der Bahnsteigzugang bei Zugdurchfahrten durch eine Fußgängerschranke gesichert worden.
Von den ursprünglich vier Gleisen im Bahnhofsbereich sind nur noch die beiden Durchgangsgleise vorhanden. Die östlich liegenden Rangiergleise und Ladeflächen wurden 2010 durch einen Park+Ride-Parkplatz ersetzt. Seit 2020 steht an Stelle des ursprünglichen Parkplatzes ein kostenfreies Parkhaus mit 374 Stellplätzen zur Verfügung.
Im Oktober 2022 wurde Emsdetten mit dem Titel Wanderbahnhof des Jahres ausgezeichnet.

## Verkehr
Im Bahnhof Emsdetten halten täglich etwa 100 Personenzüge des Regionalverkehrs, die von Eurobahn, National Express und der Westfalenbahn gefahren werden.
| Linie | Streckenverlauf | Takt                   | Betreiber                         | Material |
| ----- | --- | ---------------------- | --------------------------------- | -------- |
| RE 7  | Rhein-Münsterland-Express: Rheine – Emsdetten – Greven – Münster Hbf – Münster-Hiltrup – Drensteinfurt – Hamm (Westf) Hbf – Bönen – Unna – Holzwickede – Schwerte – Hagen Hbf – Ennepetal (Gevelsberg) – Schwelm – Wuppertal-Oberbarmen – Wuppertal Hbf – Solingen Hbf – Opladen – Köln Messe/Deutz – Köln Hbf – Dormagen – Neuss Hbf – Meerbusch-Osterath – Krefeld-Oppum – Krefeld Hbf Stand: Fahrplanwechsel Dezember 2023 | 60 min                 | National Express \|\| 2× Talent 2 |          |
| RE 15 | Emsland-Express: (Emden Außenhafen –) (nur bei Schiffsverkehr) Emden Hbf – Leer (Ostfriesl) – Papenburg (Ems) – Aschendorf – Dörpen – Lathen – Haren (Ems) – Meppen – Geeste – Lingen (Ems) – Leschede – Salzbergen – Rheine – (Rheine-Mesum –)* Emsdetten – (Reckenfeld –)* Greven (← (Münster Zentrum Nord –)* Münster (Westf) Hbf * nur einzelne Züge Stand: Fahrplanwechsel Dezember 2023                                 | 60 min                 | WestfalenBahn \|\| 1–2× Flirt 3   |          |
| RB 65 | Ems-Bahn: Rheine – Rheine-Mesum – Emsdetten – Reckenfeld – Greven – Münster-Sprakel – Münster Zentrum Nord – Münster (Westf) Hbf Stand: Fahrplanwechsel Dezember 2021 | 60 min 25/35 min (HVZ) | Eurobahn \|\| Flirt               |          |